# Hymedesmia longistylus
Hymedesmia longistylus är en svampdjursart som beskrevs av William Lundbeck 1910. Hymedesmia longistylus ingår i släktet Hymedesmia och familjen Hymedesmiidae. Inga underarter finns listade i Catalogue of Life.